# Каталог координат пунктів
Катало́г координа́т пу́нктів — список координат пунктів геодезичної, опорної і знімальної маркшейдерських мереж, у якому вказуються: назва і клас пунктів, прямокутні координати і висоти, дирекційні кути і відстані до суміжних пунктів; супроводжується схемою мережі пунктів і абрисами їхнього розташування на місцевості.